# Pailhès (Hérault)
Pailhès è un comune francese di 478 abitanti situato nel dipartimento dell'Hérault nella regione dell'Occitania.

## Società

### Evoluzione demografica
Abitanti censiti